# Чаддок, Чарльз Гилберт
Чарльз Гилберт Чаддок (1861—1936) — американский невролог, описавший рефлекс Чаддока.

## Биография
Чарльз Гилберт Чаддок родился в 1861 году в Джонсвилле, штат Мичиган. Он получил медицинское образование в 1885 году и работал в North Michigan Asylum в Траверс-Сити. В течение года прошёл обучение в Европе в 1888 году. Он стал профессором неврологии и психиатрии Колледжа Марион-Симса Университета Санкт-Луи. Он вернулся в Европу в 1897 году, работая большую часть времени в качестве помощника Жозефа Бабинского. По возвращении в Соединённые Штаты в 1899 году он представил американским врачам симптом Бабинского, позже опубликовав перевод работы Бабинского.

## Вклад в медицину
Чаддок представил свой одноимённый рефлекс в 1911 году, назвав его симптом наружных лодыжек. Он также описал аналогичный симптом на верхней конечности. Ему также приписывают первое использование слова «гомосексуальность» в английском языке в его переводе работы Рихарда Крафт-Эбинга Psychopathia Sexualis в 1887 году.